# Full Force (Album)
Full Force ist ein Musikalbum des Art Ensemble of Chicago. Die im Januar 1980 in den Columbia Recording Studios New York City, entstandenen Aufnahmen erschienen am 1. April 1980 auf ECM Records.

## Hintergrund
Full Force war nach Nice Guys (1975) die zweite LP, die das Art Ensemble of Chicago für das deutsche Label ECM einspielte, gefolgt von Urban Bushmen (1982), The Third Decade (1985) und schließlich noch Tribute to Lester (2003).

## Titelliste
- Art Ensemble of Chicago: Full Force (ECM Records – ECM 1167, ECM Records – 2301 167)[1]

A1 Magg Zelma (Malachi Favors) 19:53

A2 Care Free (Roscoe Mitchell) 0:45
B1 Charlie M (Lester Bowie) 9:18

B2 Old Time Southside Street Dance (Joseph Jarman) 5:12

B3 Full Force (Art Ensemble of Chicago) 7:23

## Rezeption
Full Force erhielt nach Erscheinen sehr gute Kritiken. Es wurde Album des Jahres sowohl im Kritikerpoll des Down Beat als auch im Melody Maker und in Stereo Review. Weiterhin erhielt es den Grand Prix Diamant du Disque de Montreux. In den Liner Notes zur Lizenzausgabe für die DDR, die 1988 bei Amiga erschien, schrieb Martin Linzer: „Hier geben die fünf schwarzen Musiker des Art Ensemble Of Chicago mit ‚voller Kraft‘ und ursprünglicher musikantischer Spielfreude einen hinreißenden Extrakt dessen, was sie als Great Black Music, was sie als ‚ihre‘ Musik begreifen.“
Das vorherige ECM-Album Nice Guys habe das Art Ensemble of Chicago an die Spitze der improvisierten Musikgruppen weltweit gebracht und den Weg für ähnliche Bands geebnet, mehr in den Mainstream der modernen Musik aufgenommen zu werden, schrieb Michael G. Nastos, der dem Album in Allmusic viereinhalb Sterne verlieh. Auch wenn Full Force dem Titel im Allgemeinen alle Ehre mache, sei dennoch ein vielfältiger Ansatz spürbar, der mehr als genug kraftvolle Musik hervorbringe, die aus den Nerven dieser brillanten Musiker schöpfe, um ihren wachsenden Schatz aufrechtzuerhalten. Das Kronjuwel dieses Werks sei „Charlie M“, eine bluesige Swing-Hommage an Charles Mingus. Ihre Musik in dieser Ära würde sich in einer Entwicklungsphase fortsetzen, indem sie Nuancen und Schattierungen anstelle des reinen Expressionismus entfernte, noch experimenteller wurde und gleichzeitig thematische Ideen verwendete, die abwechselnd Weltmusik-Fusionen und Melodiestrukturen andeuten. Dies sei wohl auch das zugänglichste Album des Art Ensemble of Chicago, das für einige Hardcore-Fans vielleicht enttäuschend, für viele andere jedoch auf jeden Fall erhellend ist, wenn sie nicht mit ihrer uneingeschränkten Brillanz vertraut sind.
Ian Carr hob das Album im Rough Guide Jazz in seiner Auswahldiskographie hervor und meinte, die spacigen Free-[Jazz]-Abschnitte würden hier viel mehr Fantasie und Resonanz zeigen und seien organischer mit den „In-Time“-Abschnitten verbunden. Bowie und die beiden Saxophonisten spielten durchaus gut, und der Titeltrack sei erfreulicherweise frei von den üblichen Free-Jazz-Klischees.